# Петр Вампола
Петр Вампола (чеськ. Petr Vampola; 21 січня 1982, м. Ждяр-над-Сазавою, ЧССР) — чеський хокеїст, центральний нападник. Виступає за «Векше Лейкерс» в Елітсерії.
Виступав за ХК «Всетін», ХК «Ліберець», ХК «Чеське Будейовіце», «Пльзень», «Салават Юлаєв» (Уфа), «Трактор» (Челябінськ), «Авангард» (Омськ), ХК «Тімро», ХК «Женева-Серветт».
В чемпіонатах Швеції — 23 матчі (6+12). В чемпіонатах Швейцарії — 23 матчі (3+13), у плей-оф — 9 матчів (3+8).
У складі національної збірної Чехії учасник чемпіонатів світу 2010 і 2011 (12 матчів, 0+2). У складі юніорської збірної Чехії учасник чемпіонату світу 2000.
Досягнення
- Чемпіон світу (2010), бронзовий призер (2011)
- Чемпіон Чехії (2001, 2016).